# Diego Arias
Diego Alejandro Arias Hincapié, meglio conosciuto come Diego Arias (Dosquebradas, 15 giugno 1985), è un ex calciatore colombiano, di ruolo centrocampista.